# Arroyo de Godoy
El arroyo de Godoy es un curso de agua uruguayo ubicado en el departamento de Lavalleja, perteneciente a la cuenca hidrográfica de la laguna Merín.
Nace en la cuchilla Grande, desemboca en el río Cebollatí tras recorrer alrededor de 55 km.
Sus principales afluentes son el Arroyo de los Molles y el Arroyo de los Chanchos.
- Datos: Q703568